# 聖闘士星矢: Knights of the Zodiac
『聖闘士星矢: Knights of the Zodiac』（セイントセイヤ ナイツ オブ ザ ゾディアック）は、車田正美の漫画『聖闘士星矢』を基にした3DCGアニメ作品。Netflixによりシーズン1のパート1が2019年7月19日より、パート2が2020年1月23日から配信された。シーズン2「聖闘士星矢：Knights of the Zodiac バトル・サンクチュアリ」が日本国外で2022年7月31日より順次配信。日本国内でも2023年1月1日より配信される。

## 概要
2017年
2017年8月2日に東京国際フォーラムで開催されたイベント「Netflixアニメスレート2017」でNetflixオリジナル作品としてアニメ化及び全12話（第1シーズン、銀河戦争編から白銀聖闘士編まで）の配信が発表された。
2018年
2018年11月27日に東京のアキバシアターで開催された「Netflixアニメラインナップ発表会」で2019年夏に世界独占配信が公表された。同年12月8日にブラジルのサンパウロで開催された「CCXP2018」ではティザー予告映像が解禁された。その際、アンドロメダ瞬の性別が男から女へ変更された事が判明したが、これには批判が相次いだ。
2019年
2019年3月9日には日本語版のキャストが発表され、「ハーデス冥界編」以降の声優の続投が明らかとなったが、瞬のみ性別が変更されているので佐藤聡美に代わっている。同年3月23日に配信日が同年7月19日という事が判明し、また同日に東京ビッグサイトにて開催された「AnimeJapan 2019」内のイベントステージ「NETFLIXアニメフェス スペシャルステージ ～ハシャげ、世界!～」での本作品紹介コーナーでは森田成一、折笠富美子が登壇した。沙織を演じた折笠は本作の沙織を（今までの沙織より）ちょっと気が強くなっているかなと思う」と触れている。その後の三浦祥朗を交えたトークショーで、森田は本作品の台本が英語版のを日本語に翻訳し、それを聖闘士星矢の世界観に合うセリフに変更していると明らかにし、本作のアフレコを「外画（の吹き替え）とアニメの中間くらい」と評した。6月27日にはOP主題歌がThe Strutsの「PEGASUS SEIYA」と公表された。
7月9日には19日に配信される内容が第1シーズンの全12話ではなく、パート1の全6話という事が判明した。10月23日にシーズン1のパート2の配信が2020年中であること、12月6日には2020年1月23日からの配信になることが公表された。
2020年
2020年4月29日からは、「東映アニメーションミュージアム公式YouTubeチャンネル」より第1話と第2話が、同年5月10日まで無料配信されていた。
2022年
日本国外で7月31日よりシーズン2「聖闘士星矢：Knights of the Zodiac バトル・サンクチュアリ」が順次配信。アジア外のCrunchyrollと中国のiQIYIで配信される。
2023年
2023年1月1日よりシーズン2 バトル・サンクチュアリが日本国内でも配信された。

## ストーリー
プロローグ
児童養護施設で暮らしていた幼い少年・星矢は、優しかった実の姉・星華と生き別れてしまう。不思議な力に目覚めた姉は武装集団の襲撃を受けて重傷を負い、そこへ黄金の甲冑を纏った人物が割って入って、瀕死の彼女を連れ去ってしまったのだ。
12歳になった星矢は、ある日『小宇宙（コスモ）』と呼ばれる内なる力に目覚めたことから、女神アテナを巡る争いに巻き込まれてしまう。「アテナを守る聖闘士になれば、聖域にいる姉の行方がわかる」と言われた星矢は、女性聖闘士の魔鈴（マリン）に師事する。
6年間の厳しい修行の末に必殺技「ペガサス流星拳」を身につけた星矢は、1000人を超えるトーナメントを制して天馬星座（ペガサス）の聖衣を勝ち取るのであった。
ギャラクシアンウォーズ
その後、アテナを守る聖闘士を決めるトーナメント・銀河戦争（ギャラクシアンウォーズ）に参加することになった星矢。そこには、同じく聖闘士としての修行を終えて集った若き青銅聖闘士（ブロンズセイント）たちがいた。トーナメントの優勝者は、88の星座のうち最高位の『黄金聖衣』を手に出来るという。
廬山の大瀑布さえも逆流させるというドラゴン紫龍を倒した星矢の前に、グラードの軍隊が進撃してくるが、凍てつく凍気を操るキグナス氷河、鎖を武器に戦う女性聖闘士・アンドロメダ瞬らと共に迎撃に成功する。
暗黒聖闘士との闘い
そんな彼らの前に、瞬の兄であるフェニックス一輝が現れ、黄金聖衣を奪い去ってしまう。一輝の下には、グラードの科学力によって青銅聖闘士に匹敵する力を持った暗黒聖闘士たちが立ちふさがるが、星矢たちはこれを退ける。しかし、圧倒的な力を持つ一輝の力に、4人は「友情の力」で対抗してかろうじて一輝を打ち破るのであった。
次々と現れるアテナを亡き者にしようとする刺客と、聖域（サンクチュアリ）の陰謀に立ち向かう星矢たち。人類とアテナの運命は若き聖闘士たちの手に委ねられた。
白銀聖闘士との闘い
崩落からテレポートにより脱出した星矢たち4人だったが、圧倒的な力を持っている白銀聖闘士たちにより倒されてしまう。魔鈴によって命を救われた星矢であったが、それを見破られた魔鈴は白銀聖闘士たちによって粛清にあってしまう。魔鈴を救うべく、星矢はモーゼスとアステリオンたちに果敢に立ち向かい勝利を収める。ゴルゴンの力を持ったアルゴルに苦戦した紫龍は、自らの両目を犠牲にして勝利する。
白銀聖闘士たちを返り討ちにしていく星矢たちを葬るべく、サンクチュアリから黄金聖闘士アイオリアが派遣される。しかし、黄金聖衣を纏った星矢と拳を交え、女神アテナの慈愛に満ちたコスモを知ったアイオリアは、サンクチュアリへと戻って教皇に対して反旗を翻し、黄金聖闘士シャカと戦闘を始める。

## キャスト
表記は英語版、日本語吹き替えの順

### 主要人物
ペガサス星矢（SEIYA）
声 - ブライソン・バウガス / 森田成一
声〈子供〉 - クロケット・グローヴス / 森下由樹子
ドラゴン紫龍（LONG）
声 - ブレイク・シェパード / 櫻井孝宏
キグナス氷河（MAGNUS）
声 - パトリック・プール / 三浦祥朗
アンドロメダ瞬（SHAUN）
声 - ルーシー・クリスチャン / 佐藤聡美
フェニックス一輝（NERO）
声 - アダム・ギブス / 小西克幸
城戸沙織（SIENNA）
声 - エミリー・ニーヴス / 折笠富美子

### 黄金聖闘士
アリエス ムウ（MU）
声 - ジョン・グレミリオン / 山崎たくみ
タウラス アルデバラン（ALDEBALAN）
声 - ジョシュ・モリソン / 玄田哲章
ジェミニ サガ（SAGA）
声 - ???
キャンサー デスマスク（DEATHMASK）
声 - ジェイ・ヒックマン / 田中亮一
レオ アイオリア（AIOLIA）
声 - グレグ・コート / 田中秀幸
バルゴ シャカ（SHAKA）
声 - スコット・ギブス / 三ツ矢雄二
ライブラ 童虎（DOHKO）
声 - ジョン・スウェイシー / 岩崎ひろし
スコーピオン ミロ（MILO）
声 - アレハンドロ・サーブ / 関俊彦
サジタリアス アイオロス（AIOLOS）
声 - グレグ・コート / 屋良有作
カプリコーン シュラ（SHURA）
声 - ジョヴァン・ジャクソン / 草尾毅
アクエリアス カミュ（CAMUS）
声 - クレッグ・デイリー / 神奈延年
ピスケス アフロディーテ（APHRODITE）
声 - ライ・マッケンド / 難波圭一
教皇（GRAND MASTER）
声 - デビッド・マトランガ / 置鮎龍太郎
教皇シオン（GRAND MASTER SION）
声 - シーン・パトリック・ジャッジ / 飛田展男

### 青銅聖闘士
ユニコーン 邪武（JAB）
声 - レラルド・アンザルドゥア / 石川英郎
ライオネット 蛮（BAN）
声 - コーリー・ハーツォグ / 小田久史
ウルフ 那智（NACH）
声 - キャメロン・バウシュ / 草尾毅
ベアー 檄（GEKI）
声 - アダム・ノーブル / 福原耕平
ヒドラ 市（ICHI）
声 - ジャスティン・ドラン / 小野坂昌也
カメレオン ジュネ（GENET）
声 - チェイニー・ムーア / 久川綾

### 白銀聖闘士
イーグル 魔鈴（MARIN）
声 - マギー・フレックノー / 井上富美子
オピュクス シャイナ（SHAINA）
声 - ケイトリン・バール / 小松由佳
リザド ミスティ（MISTY）
声 - コーリー・ ハーツォグ / 小田久史
ホエール モーゼス（MORRIS）
声 - コートランド・ジョンソン / 稲田徹
ハウンド アステリオン（ASTERION）
声 - ネイサン・ウィルソン / 新井良平
クロウ ジャミアン（JAMIAN）
声 - ジャスティン・ドーラン / 北島淳司
ペルセウス アルゴル（ARGOL）
声 - オースティン・ティンドル / 金本涼輔
ケルベロス ダンテ（DANTE）
声 - ジョー・ダニエルズ / 花輪英司
サジッタ トレミー（TREMY）
声 - マイケル・ヴロンスキー / 新井良平
ケフェウス ダイダロス（DAEDALUS）
声 - マーク・メンデルソーン / 野田圭一

### その他
城戸光政（ALMAN KIDO）
声 - マーティ・フレック / 宝亀克寿
星華（PATRICIA）
声 - リリアン・ジョンズ / 元吉有希子
辰巳（MYLOCK）
声 - タイ・マハニー / 江川央生
貴鬼（KIKI）
声 - キラ・ヴィンセント＝デイヴィス / 庄司宇芽香
春麗（SHUNREI）
声 - ヒラリー・ハーグ / 照井春佳
カシオス（CASSIOS）
声 - アンドリュー・ラブ / 髙階俊嗣
エスメラルダ（ESMERELDA）
声 - ジュリエット・シモンズ / 下地紫野
ギルティー（GUILTY）
声 - デイビッド・ハーボルド / 木村雅史
ヴァンダー・グラード（VANDER GURAAD）
声 - ジェームス・ベルチャー / 手塚秀彰
トーナメント・マスター（TOURNAMENT MASTER）
声 - タイ・マハニー / 高塚正也
暗黒聖闘士（BLACK KNIGHTS）
声 - デイビッド・ワルド / 五味洸一、千葉俊哉、林大地
マンホール・セキュリティ・ガード（MANHOLE SECURITY GUARD）
声 - ジェイ・ヒックマン / 増谷康紀
ナレーター
声 - マーティ・フレック / 田中秀幸

## スタッフ
- 原作 - 車田正美
- プロデューサー - 池澤良幸
- シリーズ構成 - Eugene Son
- キャラクターデザイン - 西位輝実
- 聖衣デザイン - 岡崎能士
- 音楽 - 池頼広
- CGディレクター - 鄭載薫　森田信廣
- アニメーション制作 - 東映アニメーション

## 主題歌
主題歌「PEGASUS SEIYA」
作詞 - 竜真知子 / 英詞 - TIM JENSEN / 作曲 - 松澤浩明、山田信夫 / 編曲 - The Struts / 歌 - The Struts
エンディングテーマ「SOMEBODY NEW」
作詞 - The Struts / 作曲 - The Struts / 歌 - The Struts

## 反響
本作では、アンドロメダ瞬の性別が男から女に変更されている。Eugene Sonが2018年12月9日の自身のツイートで性別変更は自分の判断として経緯を説明していたが、その後、本人はアカウント自体を削除している。この変更については海外のファンを含めて議論となり「優しい性格の瞬を女性化するのはステレオタイプを助長する」と言った意見も見られた。これについて在米の映画ジャーナリスト・猿渡由紀は「変更はポリティカル・コレクトネスによるものだが、背景にあるのはビジネスだ」と指摘している。また、キグナス氷河の必殺技がダイヤモンドダストの他、TVアニメ版他ではオーロラサンダーアタックに変更されていたが本作においては原作準拠でホーロドニースメルチとなっている（技を放つ描写も原作と同じ）。

## 各話リスト
| 話数                                | サブタイトル 英題                         | 脚本                 | 絵コンテ   | 演出     | 配信日         |         |         |         |
| パート1                             | パート1                                   | パート1              | パート1    | パート1  | パート1        | パート1 | パート1 | パート1 |
| ----------------------------------- | ----------------------------------------- | -------------------- | ---------- | -------- | -------------- | ------- | ------- | ------- |
| EPISODE 1                           | 星矢 SEIYA                                | SHANNON ERIC DENTON  | 平川哲生   | 田辺泰裕 | 2019年 7月19日 |         |         |         |
| EPISODE 2                           | 小宇宙を燃やせ Burn Your Cosmo            | THOMAS F.ZAHLER      | 芦野芳晴   | 田辺泰裕 | 2019年 7月19日 |         |         |         |
| EPISODE 3                           | ドラゴン登場 Enter The Dragon             | BENJAMIN TOWNSEND    | 伊藤智彦   | 木村寛   | 2019年 7月19日 |         |         |         |
| EPISODE 4                           | 星雲鎖 Nebula Chain                       | JOELLE SELLNER       | りょーちも | 田辺泰裕 | 2019年 7月19日 |         |         |         |
| EPISODE 5                           | 暗黒聖闘士 The Black Knights              | TRAVIS DONNELLY      | 渡辺正樹   | 木村寛   | 2019年 7月19日 |         |         |         |
| EPISODE 6                           | 蘇る不死鳥 Phoenix Rising                 | BENJAMIN TOWNSEND    | 大塚健     | 木村寛   | 2019年 7月19日 |         |         |         |
| パート2                             |                                           |                      |            |          |                |         |         |         |
| EPISODE 7                           | 白銀聖闘士 The Silver Knights             | THOMAS PUGSLEY       | 松尾衡     | 田辺泰裕 | 2020年 1月23日 |         |         |         |
| EPISODE 8                           | 岐路 The Rising Tide                      | SAUNDRA HALL         | 伊藤智彦   | 芦野芳晴 | 2020年 1月23日 |         |         |         |
| EPISODE 9                           | 戦え アテナのために! To Fight For Athena  | SHAENE SIDERS        | 追崎史敏   | 木村寛   | 2020年 1月23日 |         |         |         |
| EPISODE 10                          | 挑戦 The Challenge                        | PATRICK RIEGER       | 福田道生   | 田辺泰裕 | 2020年 1月23日 |         |         |         |
| EPISODE 11                          | 予言 The Prophecy                         | EUGENE SON           | 木村寛     | 木村寛   | 2020年 1月23日 |         |         |         |
| EPISODE 12                          | 終焉と始まり One War Ends, Another Begins | EUGENE SON           | 西森章     | 田辺泰裕 | 2020年 1月23日 |         |         |         |
| シーズン2（バトル・サンクチュアリ） |                                           |                      |            |          |                |         |         |         |
| EPISODE 1(13)                       | 十二宮 The Twelve Houses                  | Henry Gilroy         |            |          | 2023年1月1日   |         |         |         |
| EPISODE 2(14)                       | セブンセンシズ The Seventh Sense          | Marty Isenberg       |            |          | 2023年1月1日   |         |         |         |
| EPISODE 3(15)                       | アンドロメダ島 Andromeda Island           | Anne Mortensen-Agnew |            |          | 2023年1月1日   |         |         |         |
| EPISODE 4(16)                       | 氷の心                                    |                      |            |          | 2023年1月1日   |         |         |         |
| EPISODE 5                           | 黄泉比良坂                                |                      |            |          | 2023年1月1日   |         |         |         |
| EPISODE 6                           | 紫龍復活                                  |                      |            |          | 2023年1月1日   |         |         |         |
| EPISODE 7                           | 獅子の闘い                                |                      |            |          | 2023年1月1日   |         |         |         |
| EPISODE 8                           | 骸骨聖闘士(スカルセイント)                |                      |            |          | 2023年1月1日   |         |         |         |
| EPISODE 9                           | 鏡の中の敵                                |                      |            |          | 2023年1月1日   |         |         |         |
| EPISODE 10                          | もっとも神に近い男                        |                      |            |          | 2023年1月1日   |         |         |         |
| EPISODE 11                          | 天舞宝輪                                  |                      |            |          | 2023年1月1日   |         |         |         |
| EPISODE 12                          | 聖域(サンクチュアリ)の秘密                |                      |            |          | 2023年1月1日   |         |         |         |

### 参考
1. ↑  コミックナタリー
2. ↑  ティザービジュアル第2弾公開
3. ↑  ティザー予告映像
4. ↑  安宿緑 (2018年12月12日). “新作「聖闘士星矢」アンドロメダ瞬の女性化はなぜ炎上しているのか”.   ハーバービジネスオンライン. 2019年7月25日閲覧。
5. ↑  日本語版キャスト発表
6. ↑  配信日決定
7. ↑  NETFLIXスペシャルステージ
8. ↑  パート1全6話の配信
9. ↑  シーズン1パート2の公開
10. ↑  シーズン1パート2の公開②
11. ↑  セカンドシーズン、1月1日配信開始
12. 1 2  福田瑠千代 (2018年12月11日). “Netflix版「聖闘士星矢」で"アンドロメダ星座の瞬"が女性化 ファンの批判に脚本家「全員男性には違和感」”.  ねとらぼ. 2019年7月25日閲覧。
13. ↑  猿渡由紀 (2018年12月12日). “聖闘士星矢の｢瞬｣を女にしたNetflixの波紋 アンドロメダ瞬の女性化はビジネスのためだ”. 東洋経済ONLINE 2020年10月20日閲覧。